# Candelabro Trivulzio
Il Candelabro Trivulzio è un'opera di oreficeria in bronzo di cinque metri d'altezza per quattro di larghezza, considerata un capolavoro della scultura gotica d'oltralpe. Di origine ignota, è conservato dal 1562 nel Duomo di Milano. 

## Storia
Le sole notizie certe che possediamo dell'opera, sono relative alla sua donazione avvenuta nel 1562 al Duomo di Milano, ad opera dell'arciprete Giovanni Battista Trivulzio, figlio di Urbano Trivulzio (?-1549). Nessuna informazione circa le sue vicende precedenti è giunta fino a noi. Gli studiosi lo ritengono un'opera di oreficeria fusa fra la fine del XII secolo e l'inizio del XIII, nella fase di transizione tra lo stile romanico e il gotico.
Neppure la provenienza è nota, in proposito si è fatto il nome di Nicolas de Verdun, mentre altri studiosi ritengono che possa provenire da botteghe parigine, altri ancora lo accostano a manufatti provenienti da Colonia. La fattura difforme delle raffigurazioni sembra testimoniare che ad esso lavorarono diverse botteghe. La provenienza francese è resa più probabile dai frequenti viaggi in Francia della famiglia Trivulzio, principali esponenti del partito filofrancese nella Milano di inizio Cinquecento. Nel medioevo esistevano numerosi esemplari di questo tipo esistenti in particolare nelle cattedrali francesi, quali Reims o Cluny, oggi scomparsi. Il candelabro di Milano è l'unico ad essere rimasto integro fino ai nostri giorni. Quattro delle otto parti che compongono il piede sono opera dello scultore e bronzista milanese Giovanni Antonio Busca, che venne incaricato nel 1562 di completare il candelabro, giunto al Duomo di Milano nel 1549 da Rouen.

## Descrizione e stile
Il candelabro rappresenta una raffinatissima opera di scultura gotica, caratterizzata da una simbologia particolarmente complessa, ad oggi solo in parte ricostruita. 
Ha la forma di un candelabro a sette bracci, appartenente alla tradizione ebraica. Risale infatti alla Menorah, il candelabro custodito nell'antichità nel tempio di Gerusalemme.